# Нижньопронгенське сільське поселення
Нижньопро́нгенське сільське поселення (рос. Нижнепронгенское сельское поселение) — сільське поселення у складі Ніколаєвського району Хабаровського краю Росії.
Адміністративний центр — селище Нижнє Пронге.

## Населення
Населення сільського поселення становить 313 осіб (2019; 377 у 2010, 547 у 2002).

## Склад
До складу сільського поселення входять:
| Населений пункт      | Населення, осіб (2002) | Населення, осіб (2010) |
| -------------------- | ---------------------- | ---------------------- |
| Алеєвка, село        | 64                     | 60                     |
| Алексієвка, село     | 11                     | 7                      |
| Джаоре, село         | 9                      | 3                      |
| Нижнє Пронге, селище | 463                    | 307                    |